# Epigonus fragilis
Epigonus fragilis är en fiskart som först beskrevs av Jordan 1922.  Epigonus fragilis ingår i släktet Epigonus och familjen Epigonidae. Inga underarter finns listade i Catalogue of Life.